# Antônio Almeida
Antônio Almeida é um município brasileiro do estado do Piauí. Localiza-se a uma latitude 07º13'09" sul e a uma longitude 44º11'51" oeste, estando a uma altitude de 240 metros. Sua população estimada em 2017 é de 4.265 habitantes.
Possui uma área de 604,58 km².

## Geografia
Com uma latitude 07º13'09" sul e a uma longitude 44º11'51" oeste, estando a uma altitude de 240 metros, Antonio Almeida ao norte limita-se com o município de Marcos Parente,ao nordeste com Landri Sales ao sul com Uruçuí e ao oeste Porto Alegre do Piauí e Rio Parnaíba, sendo que o Rio Parnaíba não banha a sede, somente interiores deste município. O Período chuvoso ocorre entre dezembro a maio. Nos meses de junho e julho a noite na cidade o clima é bastante agradável, chega a fazer cerca de 20 °C.Sendo que a cidade é quente a maior parte do ano.

### Localização
| Noroeste: Benedito Leite/MA       | Norte: Porto Alegre do Piauí       | Nordeste: Porto Alegre do Piauí e Marcos Parente |
| Oeste: Benedito Leite/MA e Uruçuí |                                    | Leste: Landri Sales                              |
| Sudoeste: Uruçuí e Sebastião Leal | Sul: Sebastião Leal e Landri Sales | Sudeste: Landri Sales                            |